# محمد شراحيلي
محمد شراحيلي  ممثل سعودي.

## أعماله

### المسلسلات
- مسلسل  أيام وليالي . 2011
- مسلسل طاش ما طاش 16 . 2009
- مسلسل العاصوف2.  2020

## روابط خارجية
- محمد شراحيلي على موقع قاعدة بيانات الأفلام العربية